# Pandolfo III Malatesta
Pandolfo III Malatesta (2 de gener de 1370 - 3 d'octubre de 1427) va ser senyor de Fano, Brescia i Bèrgam i un important condoller amb grans interessos culturals.

## Família i joventut
Els pares de Pandolfo III Malatesta eren Galeotto I Malatesta (c. 1300–1385), el condoller i senyor de Rímini, i Gentile Da Varano, filla de Rodolfo II Da Varano (?–1384), condottiere i senyor de Camerino, i Camilla Chiavelli de Fabriano. Va tenir nombrosos germans, molts dels quals van tenir una carrera igual de brillant com Pandolfo III. ell mateix. Destaquen especialment Carlo I Malatesta (1368–1429), Senyor de Rímini, Andrea Malatesta (1373–1416), Senyor de Cesena, i Galeotto Novello (anomenat "Galeotto Belfiore", 1377–1400), Senyor de Cervia, Meldola, Sansepolcro, Sessòfiore, i Montefiore. Les seves germanes i mitjanes germanes estaven gairebé totes casades amb potents governants de la regió: els Gonzaga de Màntua, els Pepoli de Bolonya, els Manfredi de Faenza i els Montefeltro d'Urbino.
Pandolfo III Malatesta va créixer a la cort dels Malatesta a Rimini i va rebre una excel·lent educació, inclosa del famós humanista Giacomo Allegretti. A més d'italià, parlava llatí, francès i provençal i escrivia versos llatins. També tocava el llaüt i l'arpa. Després de la mort de la seva primera esposa (1398), va emprendre un pelegrinatge a Jerusalem el 1399.
Durant la generació de Pandolfo III, la família Malatesta va assolir el cim del seu poder. D'una banda, van aprofitar el Cisma d'Occident (1378–1417) amb les pretensions papals en competència a Roma i Avinyó, i van controlar grans parts de la Romanya i les Marques, territoris que en realitat pertanyien als Estats Pontificis que s'afeblien. D'altra banda, van explotar les dècades de turbulències a la Llombardia fent-se indispensables com a condottieri per a les forces polítiques de l'Alta i Central Itàlia i expandint massivament la seva pròpia esfera d'influència. A partir del 1402, Pandolfo III Malatesta va explotar constantment la seva posició al consell de regència de la vídua de Joan Galeàs Visconti per als seus propis interessos. En un clar esforç per establir el seu propi estat territorial a la Llombardia, amb el suport actiu del seu germà Carlo I Malatesta, va prendre el control de Brescia (1404–1421), Bèrgam (1407–1419) i Lecco (1408–1418). Va perdre Bèrgam i Lecco l'estiu de 1419, i Brescia després de la batalla de Montichiari (8 d'octubre de 1420), que va perdre contra les tropes milaneses comandades per Carmagnola. El tractat de pau entre Milà i Venècia el 24 de febrer de 1421, i l'entrada de Carmagnola a Brescia el 21 de març de 1421, van compensar Pandolfo III Malatesta amb 34.000 florins dels Visconti per renunciar al control de Brescia. Es va retirar a la senyoria restant de Fano (província de Pesaro i Urbino).

## Condottiere
Pandolfo III Malatesta va començar la seva carrera militar de jove i va lluitar, sovint amb els seus germans Carlo I i Andrea Malatesta, en innombrables escaramusses i guerres a petita escala al servei dels Estats Pontificis o amb les seves pròpies tropes contra dinasties regionals rivals com els Balacchi (Santarcangelo), els Da Polenta de Ravenna, els Montefeltro d'Urbino i els Ordelaffi de Forlì. A diferència dels condottieri com Facino Cane, Carmagnola, Muzio Attendolo Sforza, Angelo della Pergola o Niccolò Piccinino, no va haver de pujar de rang, sinó que, com a membre d'una famosa família noble amb territoris propis, va assumir funcions de lideratge militar des del principi. Ja el 1389, amb poc més de 20 anys, ell i el seu germà Carlo van dirigir 2.000 genets al camp de batalla per al papa Urbà VI. La seva participació en la victòria de la Lliga Anti-Milà a Govèrnolo el 1397 sobre Jacopo dal Verme i Giovanni da Barbiano va ser significativa per a la seva reputació de condottiere. El mateix any, va ser nomenat capità general de les tropes papals. Des del 1401 (fins al 1412), va servir al Ducat de Milà i va ser un dels exponents més importants del partit güelf. Després de l'assassinat de Joan Maria Visconti, va lluitar el 1412 a la guerra de la República de Venècia contra Segimon I de Luxemburg, rei d'Hongria, que reclamava la possessió del Friül i Ístria per a ell mateix. El setembre de 1412, va succeir al seu germà Carlo I com a comandant en cap de les tropes venecianes i va oferir una vigorosa resistència a Pippo Spano, el general hongarès sota Filippo Scolari. Després de nombroses batalles i setges infructuosos, es va veure obligat a retirar-se a la primavera de 1413, primer al Friül i més tard a Hongria. Per aquest èxit, Pandolfo III Malatesta va ser ricament recompensat per Venècia. Va rebre un contracte mercenari per 1.000 homes, dotat amb 48.000 ducats anuals, una renda vitalícia anual de 1.000 ducats i un palau al Gran Canal. A més, Pandolfo III Malatesta va ser admès a la noblesa veneciana.
En els anys següents, les relacions amb Filippo Maria Visconti es van deteriorar. Malgrat els esforços de mediació de la República de Venècia i, més tard, del papa  Martí V, un enfrontament militar era inevitable. El 24 de juliol de 1419, Francesco Bussone da Carmagnola va capturar Bèrgam, i el 8 d'octubre de 1420, Pandolfo III Malatesta va perdre la batalla de Montichiari contra el mateix enemic. Ara buscava l'acord de pau més avantatjós possible. El març de 1421, va cedir Brescia al duc de Milà, va renunciar per sempre al domini llombard i va tornar a la Romanya. En els anys següents, va tornar a servir al Papa i a la República de Florència com a capità general. Va lliurar la seva última gran batalla el 28 de juliol de 1424 contra les tropes milaneses sota el comandament dels condottieri Angelo della Pergola, Secco da Montagnana i Guido Torelli. La batalla de Zagonara va acabar amb una dura derrota per a les tropes florentines, i el germà de Pandolfo, Carlo Malatesta, va ser fet presoner.

## Les corts de Fano i Brescia
Pandolfo III Malatesta va assumir el govern de Fano, que havia heretat del seu pare, a la seva mort el 1385. El seu petit estat estava organitzat de manera força complexa, amb una administració central a la cort de Fano i un gran nombre de funcionaris (cancellers, jutges, escribes, notaris, castellans, etc.). Es van designar governadors en nombroses ciutats per exercir el poder governamental. Com mostren els registres supervivents, la Signoria de Fano estava estretament organitzada, i l'acció administrativa i la comptabilitat ja estaven molt documentades. També hi havia diverses formes d'autogovern local i autonomia de poble amb innombrables privilegis i drets especials que es concedien o confirmaven amb freqüència. Aquest sofisticat sistema d'administració i comptabilitat també es va aplicar a les Signories de Brescia i Bèrgam el 1404 i el 1408 respectivament. Curiosament, Pandolfo III va reclutar Malatesta i va seleccionar les seves figures clau per a l'administració dels dominis del nord d'Itàlia entre els funcionaris experimentats de la Romanya i les Marques. Aquests cobrien una àrea de diversos milers de quilòmetres quadrats, en la qual vivien més de mig milió de súbdits.
A les seves corts, Pandolfo III Malatesta va desenvolupar un mecenatge artísticament ambiciós, que també incloïa una extensa activitat de construcció i no ha de témer la comparació amb les corts de la família Gonzaga a Màntua o la família d'Este a Ferrara. Això s'aplica particularment a Brescia entre els anys 1404 i 1421, on Pandolfo III va exercir un govern de gran abast, "en el qual s'expressaven l'elegància, la generositat i l'amor per l'art". Pandolfo III Malatesta va viure al palau del govern municipal de Brescia, el Broletto, que va fer ampliar amb un pòrtic amb voltes de creueria. Per a la Cappella Palatina del Broletto, va encarregar a Gentile da Fabriano que executés un cicle de pintures que va ser oblidat al segle XVII, però que va ser redescobert a la dècada de 1980 i s'ha conservat en fragments. Molts altres pintors van rebre encàrrecs, com Andrea Bembo, Antonino i Bartolomeo Bonardi, Giovanni da Milano, Giovannino de Nova, Guglielmo i Giorgio Zoncacci, així com Bartolomeo Testorino i Ottaviano Prandino de Brescia. Pandolfo III també es va interessar per la vida literària, va acumular una biblioteca respectable i va donar suport al petit però important grup de poetes al voltant de Jacopo Malvezzi i Giovanni da Borgo San Donnino.
Però el seu suport a la música va ser particularment important. La cort de Brescia va emprar nombrosos cantants i músics i va ser un dels centres musicals més importants de principis del segle XV. Entre 1404 i 1421, més de quaranta músics, cantants i instrumentistes van treballar a Brescia. Els més famosos d'entre ells van ser Beltrame Feragut (compositor francès d'Avinyó), Nicolaus de Borgonya (cantant al servei de Gregori XII), Bertoldus Dance (Kellmeister del papa Martí V) i Leonardo Tedesco (més tard llaütista a la cort Este de Ferrara i probablement el mestre del famós Pietrobono del Chitarino (cap al 1417–1497)). La intensa activitat constructora també tenia com a objectiu consolidar el poder. En poc temps, es van construir nombrosos edificis impressionants, alguns dels quals servien per a finalitats militars, com la Rocca Malatestiana de Fano, o allotjaven tribunals i unitats administratives de la Senyoria. D'altra banda, l'activitat constructora també tenia com a objectiu augmentar el prestigi del governant. A Brescia, a més de les ampliacions del Palau Broletto, va encarregar la construcció o la remodelació substancial de nombrosos edificis prestigiosos. Aquests incloïen, entre altres palaus, l'Ospedale di San Cristoforo, els monestirs de Sant'Eufemia (actual Sant'Angela Merici) i Santa Maria di Pace, i les esglésies de Sant'Agata, Santa Maria del Carmine, San Tommaso, San Pietro Martire i San Francesco d'Assís.
El 1406, es va establir una casa de moneda i Pandolfo III Malatesta va promoure la producció d'armes. A Iseo, va establir una drassana que construïa vaixells de guerra per a batalles navals i fluvials. Per millorar la seguretat pública, es va crear un cos municipal de 50 membres. Durant el govern dels Malatesta, Brescia va prosperar i la seva població va augmentar. Pandolfo III Malatesta va ser un governant dinàmic. Alhora, va ser despietat i no menys cruel que altres condottieri. Va reprimir les protestes i els aixecaments amb mà de ferro.

## Descendents
Pandolfo III Malatesta es va casar tres vegades: el 1388 es va casar amb Paola Bianca Malatesta (–1399), filla de Pandolfo Malatesta, senyor de Pesaro. Era cosina seva, casada en primeres núpcies (1379) amb Sinibaldo Ordelaffi (1336–1386), senyor de Forlì. Pandolfo III va fer construir una tomba per a Paola Bianca Malatesta a l'església de San Francesco in Fano per Filippo di Domenico, que encara es conserva. El seu segon matrimoni va ser el 1421 amb Ansovina da Varano (?–1423), filla de Rodolfo da Varano, senyor de Camerino. Finalment, el 1427 es va casar amb la jove Margherita Anna Guidi, filla de Francesco Guidi, comte de Poppi. Els tres matrimonis van quedar sense fills. Tanmateix, va tenir descendència amb dues esposes de Brescia: Allegra de Mori i Antonia da Barignano (1399–1471), filla de Giacomino da Barignano i Giacomina Celeri. De la primera unió va néixer Galeotto Roberto Malatesta, i de la segona van néixer els seus dos altres fills:
- - Galeotto Roberto Malatesta (1411–1432), legitimat el 1428. Va créixer a la cort de Rimini i va ser criat per la seva tia sense fills, Elisabetta Gonzaga. El 1427 es va casar amb Margarita d'Este, filla de Niccolò II d'Este (1338–1388), marcgravi de Ferrara, Mòdena i Reggio. Galeotto Roberto Malatesta va ser senyor de Rimini del 1429 al 1432, va abdicar en favor del seu germanastre Sigismondo Pandolfo el 1432 i va passar els darrers mesos de la seva vida al monestir franciscà de Santarcangelo di Romagna.
  - Sigismondo Pandolfo Malatesta (1417–1468), Signore von Rimini ab 1432, Condottiere[17][18]
  - Domenico (anomenat Novello) Malatesta (1418–1465), legitimat el 1428; es va casar amb Violante da Montefeltro (1430–1493), filla de Guidantonio da Montefeltro[19], senyor de Cesena, el domini del qual també incloïa les ciutats de Bertinoro, Meldola, Sarsina, Roncofreddo i la zona de Sestino. A Cesena, va dur a terme intenses activitats de construcció que continuen modelant el paisatge urbà fins avui. La peça clau entre els nombrosos edificis públics és la singular Biblioteca Malatestiana.

Giacoma Malatesta va néixer d'una unió desconeguda. Estava casada amb Giacomo Gonzaga, fill il·legítim de Gianfrancesco Gonzaga.

"
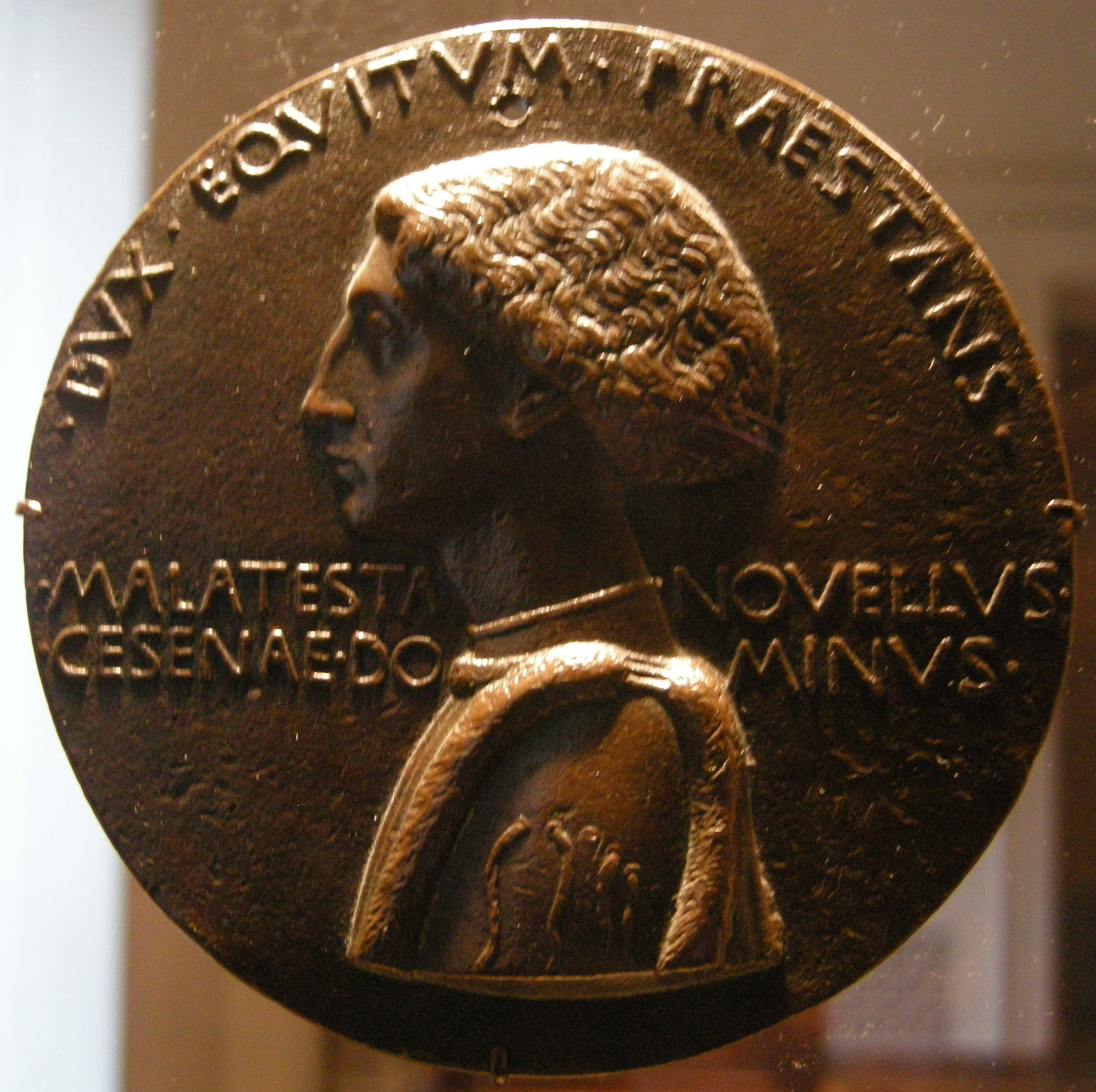
Pisanello, Medaille von Domenico Novello Malatesta, 1445
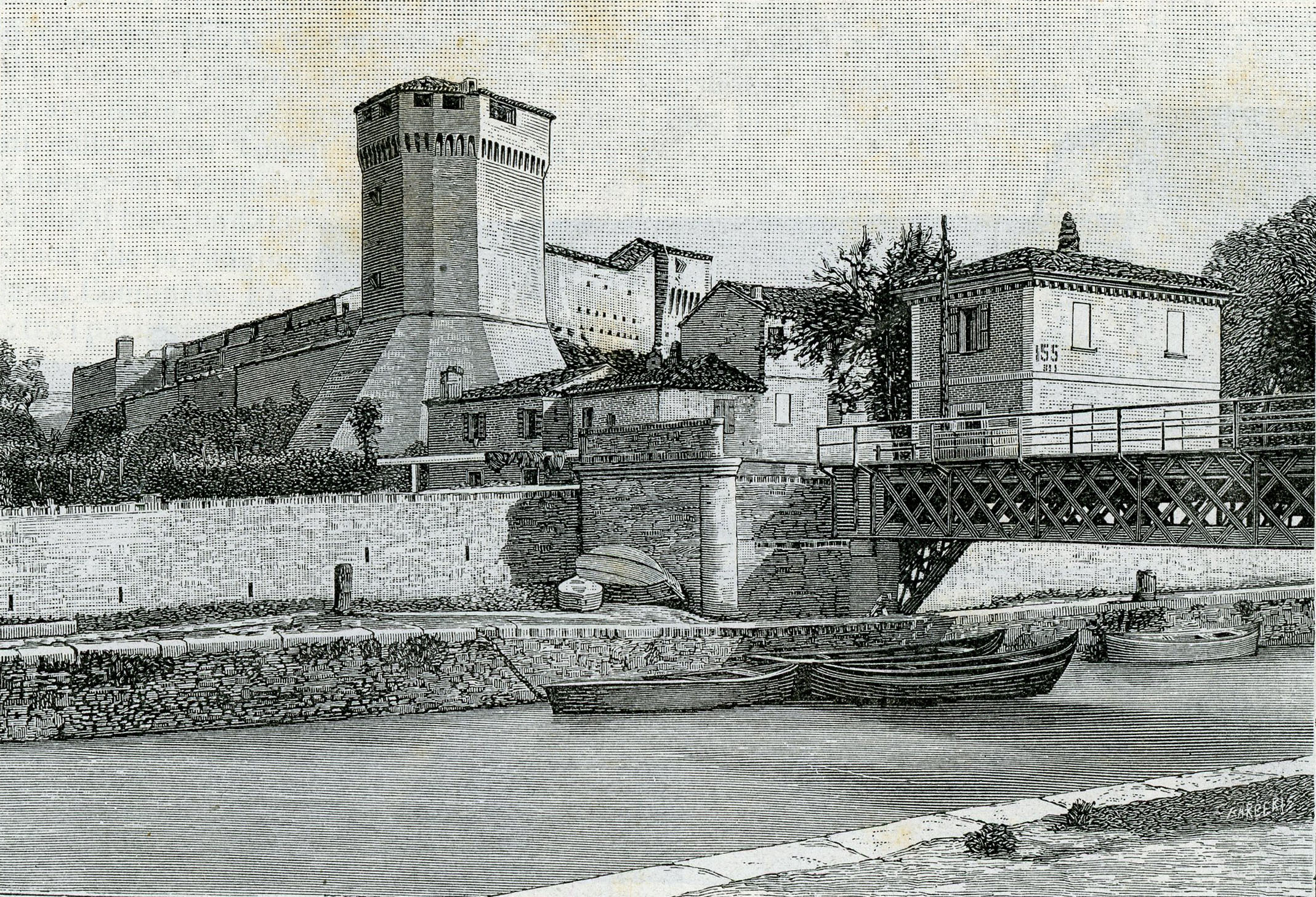
Rocca Malatestiana, Fano (Abbildung von 1898)
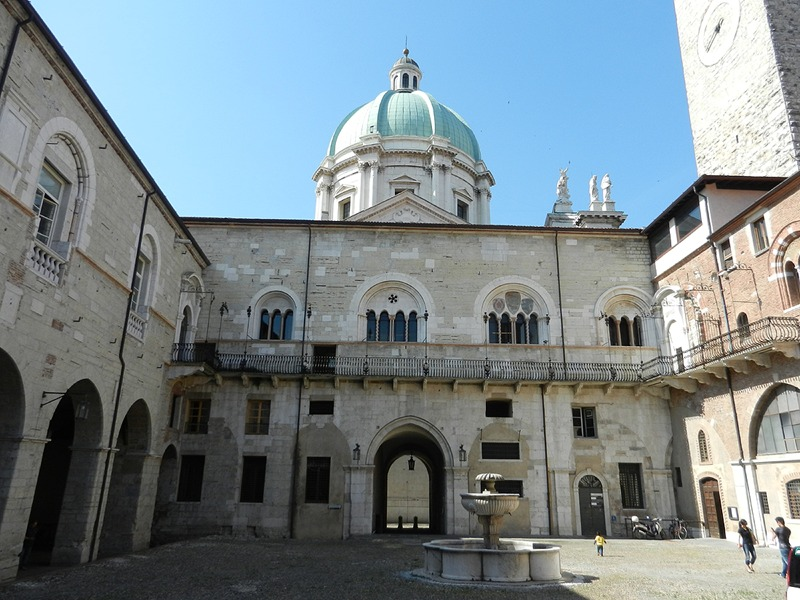
Brescia, Broletto (Innenhof)
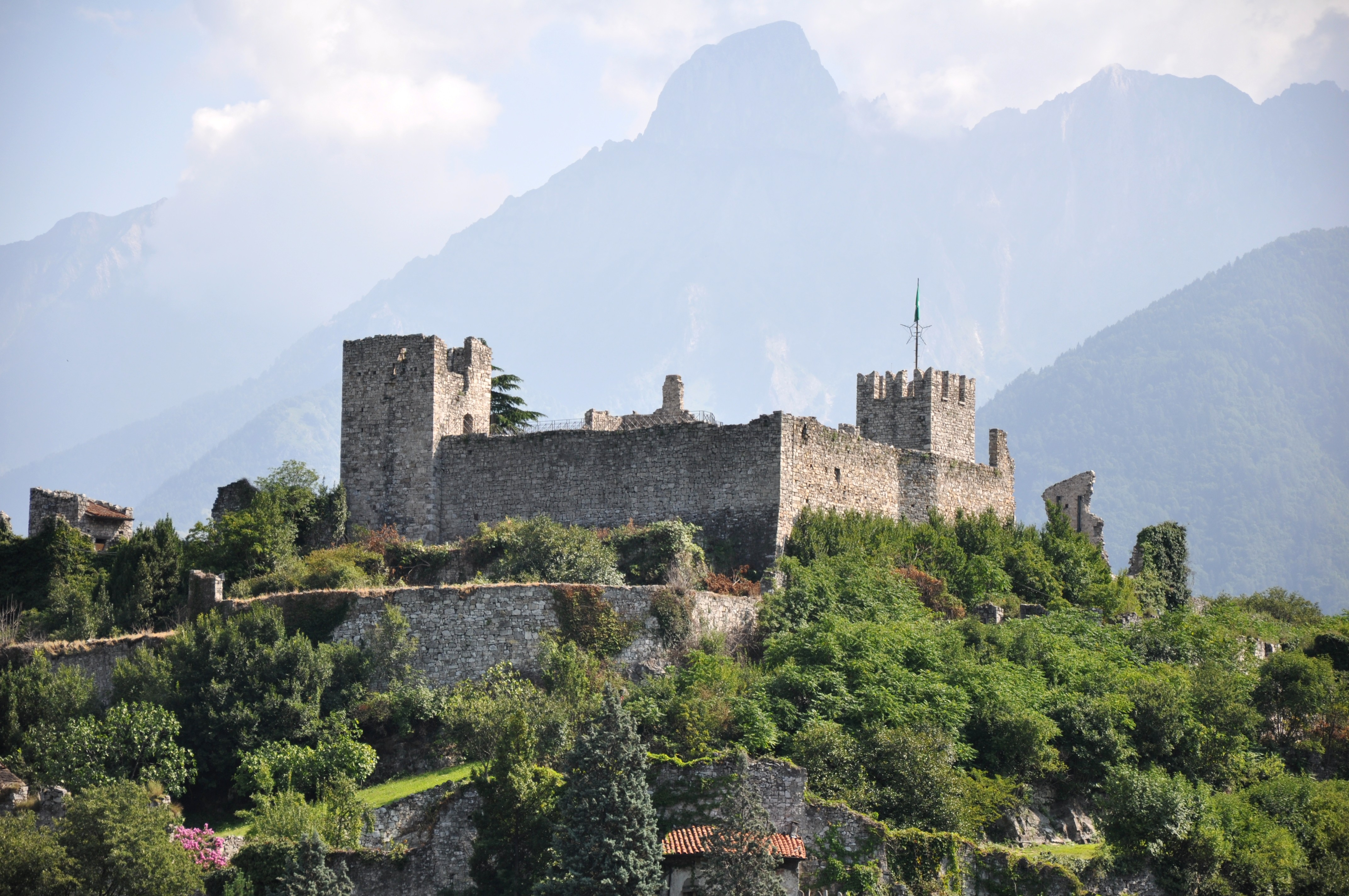
Castello di Breno im Hinterland von Brescia (Val Camonica)
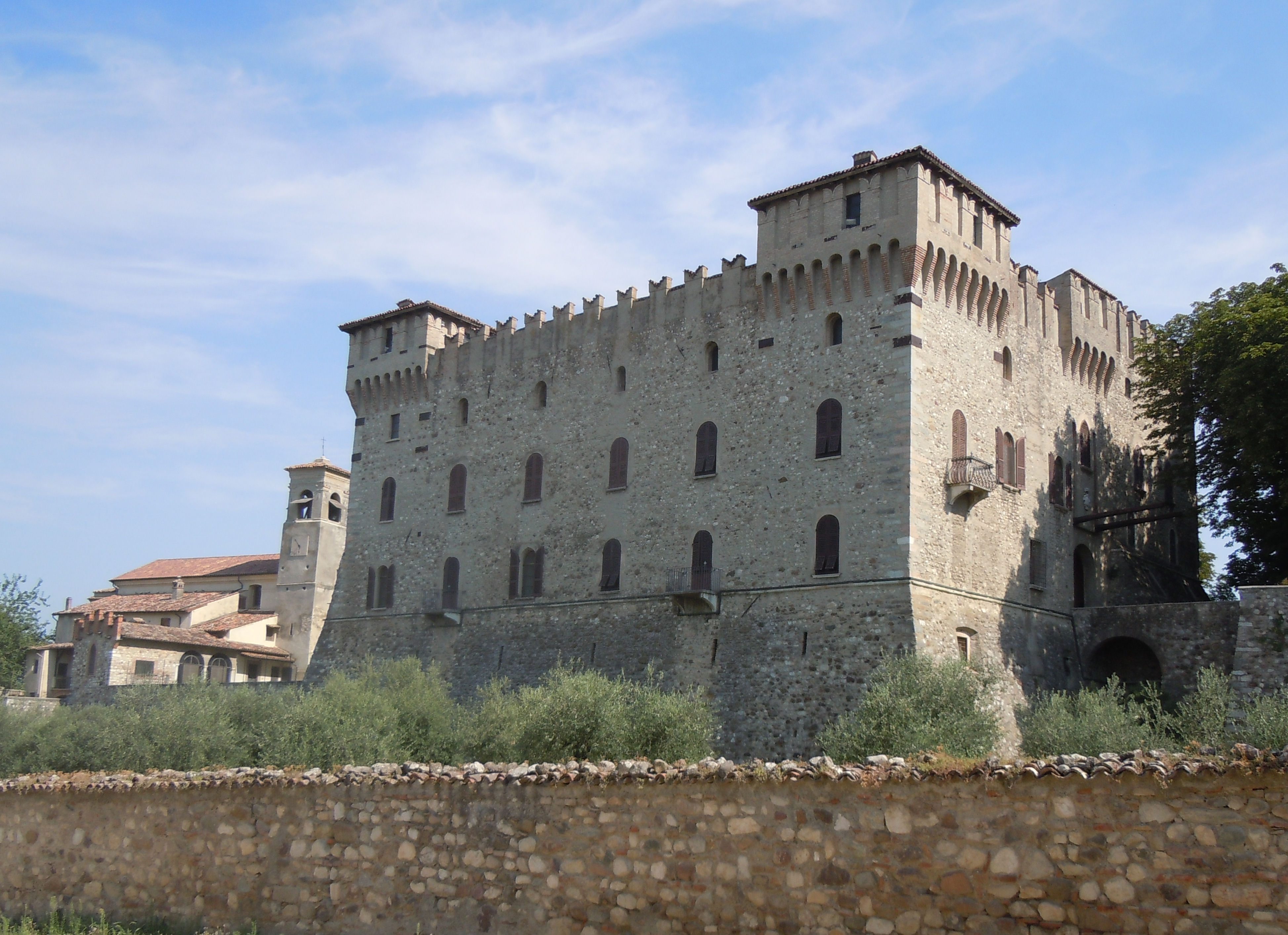
Castello di Drugolo, Lonato del Garda (Provinz Brescia)
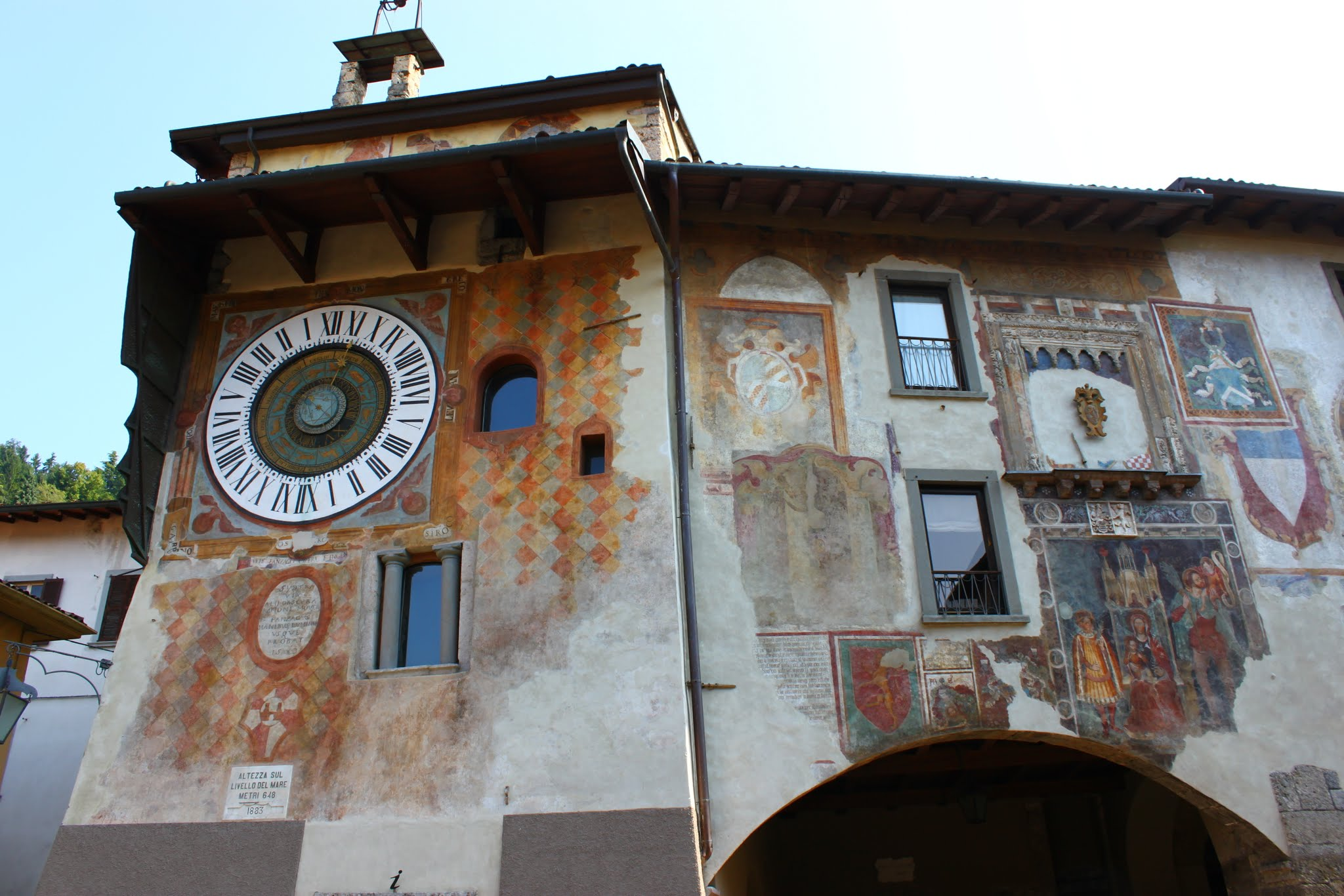
Clusone (província de Bèrgam), palau comunal. La pintura de la façana mostra nombrosos rastres de la breu regla malatestiana